# Insecutor
Insecutor Petrunkevitch, 1942 è un genere di ragni fossili appartenente alla famiglia Insecutoridae.
È l'unico genere della famiglia Insecutoridae.

## Caratteristiche
Genere fossile risalente al Paleogene. I ragni sono costituiti da parti molli molto difficili da conservare dopo la morte; infatti i pochi resti fossili di aracnidi sono dovuti a condizioni eccezionali di seppellimento e solidificazione dei sedimenti.

## Distribuzione
Le specie sono state rinvenute in alcune ambre baltiche.

## Tassonomia
A marzo 2015, di questo genere fossile sono note cinque specie ed un esemplare non ancora identificato (le specie indicate con ? sono di incerta attribuzione):
- Insecutor aculeatus Petrunkevitch, 1942 †, Paleogene
- Insecutor mandibulatus Petrunkevitch, 1942 †, Paleogene
- ?Insecutor pecten Wunderlich, 2004 †, Paleogene
- Insecutor rufus Petrunkevitch, 1942[2] †, Paleogene
- ?Insecutor spinifer Wunderlich, 2004 †, Paleogene
- ?Insecutor sp. Wunderlich, 2004 †, Paleogene